# Polesine Parmense

Polesine Parmense est un hameau italien, frazione de la nouvelle commune de Polesine Zibello, créée le 1er janvier 2016 par la fusion des territoires des anciennes communes de Polesine Parmense et Zibello, situé dans la province de Parme dans la région de l'Émilie-Romagne, dans le nord-est de l'Italie.

## Géographie
Une partie de son territoire situé dans la Bassa parmense  est parcourue par le fleuve Pô et la rivière Arda.

## Histoire
L'origine du village est en stricte relation avec la formation de petites îles, polecini ou polesini désignent des îlots. Le fleuve Pô dans cette zone a détruit un petit château et deux églises lors de  la période des grandes inondations. Dans cette commune est né Angelo Balestrieri (1846-1912), qui a lutté pour les agriculteurs, défendant ses idéaux socialistes et sa vision humanitaire.

## Économie
L'activité agricole comprend, l'élevage des animaux, l'agriculture et la pèche. Les principaux produits gastronomiques sont le fromage parmesan (Parmigiano Reggiano), le culatello et les anguilles.

## Culture
- La construction la plus ancienne de Polesine Parmense est le palais Due Torri (XVIe siècle),
- À proximité se trouve la petite église du Pô Vergine de Loreto ou Madonnina del Po.
- La rue Roma conduit à la mairie de Polesine Parmense en passant devant l'église de San Vito e Modesto (XVIIIe siècle).
- Statue Angelo Balestrieri (1846-1912).

## Administration
| Période                                  | Période  | Identité | Étiquette | Qualité |
| ---------------------------------------- | -------- | -------- | --------- | ------- |
|                                          | En cours |          |           | maire   |
| Les données manquantes sont à compléter. |          |          |           |         |